# Chambon-sur-Lac

Chambon-sur-Lac este o comună în departamentul Puy-de-Dôme, Franța. În 1 ianuarie 2022 avea o populație de 407 de locuitori.